# Hochwald SO
| SO ist das Kürzel für den Kanton Solothurn in der Schweiz. Es wird verwendet, um Verwechslungen mit anderen Einträgen des Namens Hochwald zu vermeiden. |

Hochwald (im örtlichen schweizerdeutschen Dialekt auch «Hobel») ist eine politische Gemeinde in der Amtei Dorneck-Thierstein beziehungsweise im Bezirk Dorneck des Kantons Solothurn in der Schweiz.

## Geographie
Hochwald liegt auf 620 m ü. M., 12 km südsüdöstlich der Stadt Basel (Luftlinie). Das Dorf erstreckt sich in einer Mulde auf der Hochfläche des Gempenplateaus im Tafeljura, im Schwarzbubenland.
Die Fläche des 8,3 km² grossen Gemeindegebiets umfasst einen Abschnitt des nördlichen Juras. Das Gebiet wird vom Hochplateau des Dorneckberges eingenommen. Entlang einer von Südsüdwest nach Nordnordost streichenden tektonischen Bruchlinie bildete sich die rund 500 m breite Mulde von Hochwald, welche die Tafel des Gempenplateaus in einen höheren östlichen und einen niedrigeren westlichen Teil untergliedert. Auf dem gesamten Gemeindegebiet sind keine oberirdischen Fliessgewässer anzutreffen. Das Regenwasser versickert sofort im verkarsteten Untergrund und tritt erst an den Schichtgrenzen der Hänge des Dorneckbergs wieder zutage. Von der Mulde führt zwar ein gut ausgeprägtes Trockental nach Westen in Richtung Duggingen, das jedoch selbst bei anhaltenden Starkniederschlägen nicht reaktiviert wird.
Westlich an die Mulde von Hochwald schliesst der Höhenrücken Uf der Hollen (699 m ü. M.), im Norden der Eichenberg (700 m ü. M.) an. Auch der Talkessel von Tüfleten gehört noch zu Hochwald. Nach Südwesten reicht das Gebiet bis zur Falkenflue (624 m ü. M.), die steil gegen das Birstal hin abfällt. Im Osten erstreckt sich der Gemeindeboden auf den meist bewaldeten Rücken von Chälen, Langmatt (mit 729 m ü. M. die höchste Erhebung von Hochwald) und Nättenberg (704 m ü. M.). Sowohl im Westen als auch im Osten verläuft die Grenze zumeist auf der Stufenkante vor dem Steilabfall zu den tiefer gelegenen Gebieten. Gegen Süden ist die Mulde durch den Höhenrücken bei Ziegelschüren vom Seetal abgetrennt. Von der Gemeindefläche entfielen 2014 10 % auf Siedlungen, 45 % auf Wald und Gehölze und 45 % auf Landwirtschaft.
Zu Hochwald gehören der ehemalige Weiler Chilchenrain (650 m ü. M.) östlich an das Dorf anschliessend, das Wohnquartier Nättenberg (704 m ü. M.) auf dem Höhenrücken östlich des Dorfes, die Hofsiedlung Herrenmatt (615 m ü. M.) am westlichen Rand des Plateaus sowie einige Einzelhöfe. Nachbargemeinden von Hochwald sind Dornach, Gempen, Büren und Seewen im Kanton Solothurn sowie Duggingen im Kanton Basel-Landschaft.

## Bevölkerung
Mit 1266 Einwohnern (Stand 31. Dezember 2023) gehört Hochwald zu den mittelgrossen Gemeinden des Kantons Solothurn. Von den Bewohnern sind 97,6 % deutschsprachig, 0,5 % italienischsprachig und 0,5 % sprechen Französisch (Stand 2000). Die Bevölkerungszahl von Hochwald belief sich 1850 auf 624 Einwohner, 1900 auf 582 Einwohner. Im Verlauf des 20. Jahrhunderts nahm die Bevölkerungszahl bis 1941 durch starke Abwanderung weiter auf 448 Personen ab. Nach einer Stagnationsphase wurde seit 1970 (507 Einwohner) eine markante Bevölkerungszunahme verbunden mit einer Verdoppelung der Einwohnerzahl innerhalb von 25 Jahren verzeichnet.

## Wirtschaft
Hochwald war bis in die zweite Hälfte des 20. Jahrhunderts ein vorwiegend durch die Landwirtschaft geprägtes Dorf. Im 19. Jahrhundert nahmen eine Seidenwinderei, eine Drechslerei und zwei Ziegeleien den Betrieb auf. Noch heute haben der Ackerbau, der Obstbau (überwiegend Kirschbäume) sowie die Viehzucht und die Milchwirtschaft einen wichtigen Stellenwert in der Erwerbsstruktur der Bevölkerung. Hochwald ist ausserdem bekannt für die Produktion von Buttenmost.
Weitere Arbeitsplätze sind im lokalen Kleingewerbe und im Dienstleistungssektor vorhanden, unter anderem in Betrieben des Baugewerbes, der Informatik und in einer Gärtnerei. In den letzten Jahrzehnten hat sich das Dorf zu einer Wohngemeinde entwickelt. Viele Erwerbstätige sind deshalb Wegpendler, die hauptsächlich in der Region Basel arbeiten.
Von Ende der 1970er-Jahre bis Anfang der 1980er-Jahre betrieb der deutsche Bildhauer und Metallbildhauer Raimund Böll, ein Sohn des Literatur-Nobelpreisträgers Heinrich Böll, in Hochwald eine Bildhauerschule. Sie wurde unter anderem von dem bildenden Künstler Alex Zwalen absolviert; und der Bildhauer Tobias Mattern liess sich dort von 1979 bis 1981 in Steinbildhauerei ausbilden. Raimund Böll ist 1982 im Alter von 35 Jahren verstorben. Anfang 1998 zeigte das Ortsmuseum Trotte im nahe gelegenen Arlesheim eine Ausstellung seiner Werke, die danach auch im Kunst Forum in Bonn zu sehen war.

## Verkehr
Die Gemeinde liegt abseits der grösseren Durchgangsstrassen an der Verbindungsstrasse von Gempen nach Seewen. Der nächste Anschluss an die Hochleistungsstrasse H18 (Basel – La Chaux-de-Fonds) befindet sich rund 6 km vom Ortskern entfernt.
Durch den gut ausgebauten Postautokurs 67, welcher die Strecke von Dornach nach Seewen und zeitweise bis Büren SO bedient, ist das Dorf ausreichend an das Netz des öffentlichen Verkehrs angebunden. Die Linie hält auf dem Gemeindegebiet Hochwald an drei Haltestellen. Restaurant Rössli und Dorfzentrum liegen im Dorf, Ziegelschüren im gleichnamigen Wiler oberhalb von Seewen.
- 67 Dornach – Gempen – Hochwald – Seewen SO (– Büren SO)

In Dornach besteht Anschluss an die Linie S 3  der S-Bahn Basel (nach Basel – Liestal – Olten bzw. Laufen – Delsberg – Pruntrut) und in Seewen an die Postautolinien 111 (nach Liestal bzw. Laufen) und 116 (nach Grellingen).

## Geschichte
Die erste urkundliche Erwähnung des Ortes erfolgte 1225 unter dem Namen Honwalt, der sich mit der Zeit zu Hochwald wandelte. Für die Namensgebung war die Höhenlage der Siedlung massgeblich. Im Mittelalter gehörte Hochwald zum Grundbesitz des Bistums Basel, das hier einen Dinghof unterhielt; es war Teil der Herrschaft Birseck. Auch das Kloster Schöntal besass verschiedene Güter auf dem Gemeindegebiet. Im Rahmen des Schwabenkrieges wurde Hochwald von kaiserlichen Truppen schwer in Mitleidenschaft gezogen.

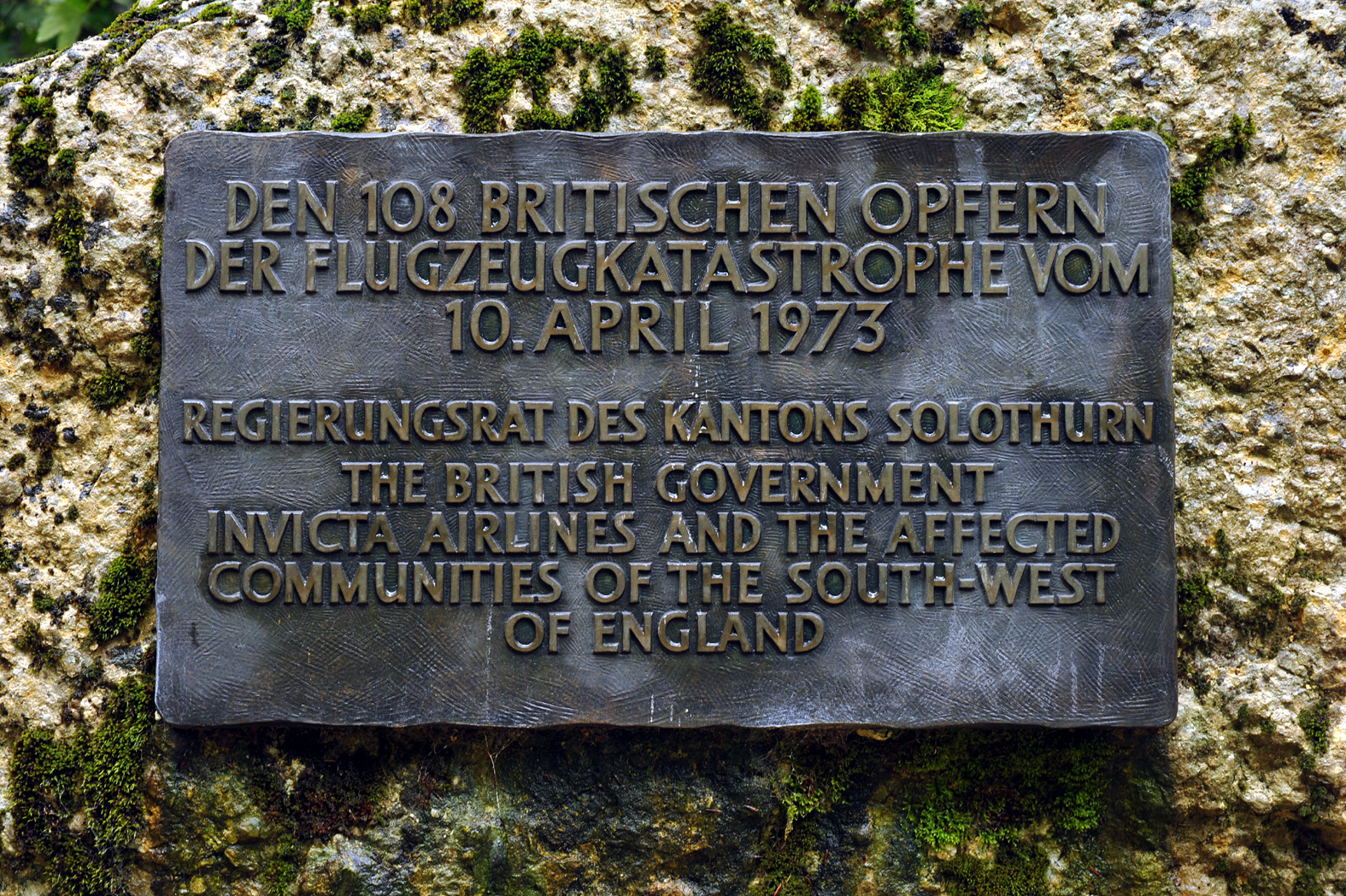
Gedenktafel bei Herrenmatt/Hochwald

Im Jahr 1509 kam Hochwald durch Verpfändung an Solothurn und wurde der Vogtei Thierstein und dem Gerichtskreis Dorneck zugeordnet. Die Dorfbewohner nahmen während der Reformation den neuen Glauben an. Nachdem Solothurn 1530 auch den Kirchensatz erworben hatte, führte es jedoch wieder den katholischen Gottesdienst ein. Nach dem Zusammenbruch des Ancien Régime (1798) gehörte Hochwald während der Helvetik zum Distrikt Dornach und ab 1803 zum Bezirk Dorneck.
Am 10. April 1973 wurde nach einem missglückten Landeanflug auf den Flughafen Basel-Mulhouse eine Vickers Vanguard der Invicta International Airlines beim Weiler Herrenmatt in den Bergwald geflogen (→ Invicta-International-Airlines-Flug 435). Zum Andenken an diesen Unfall mit 108 Opfern wurde in der Nähe der Unfallstelle ein Denkmal errichtet.

## Sehenswürdigkeiten

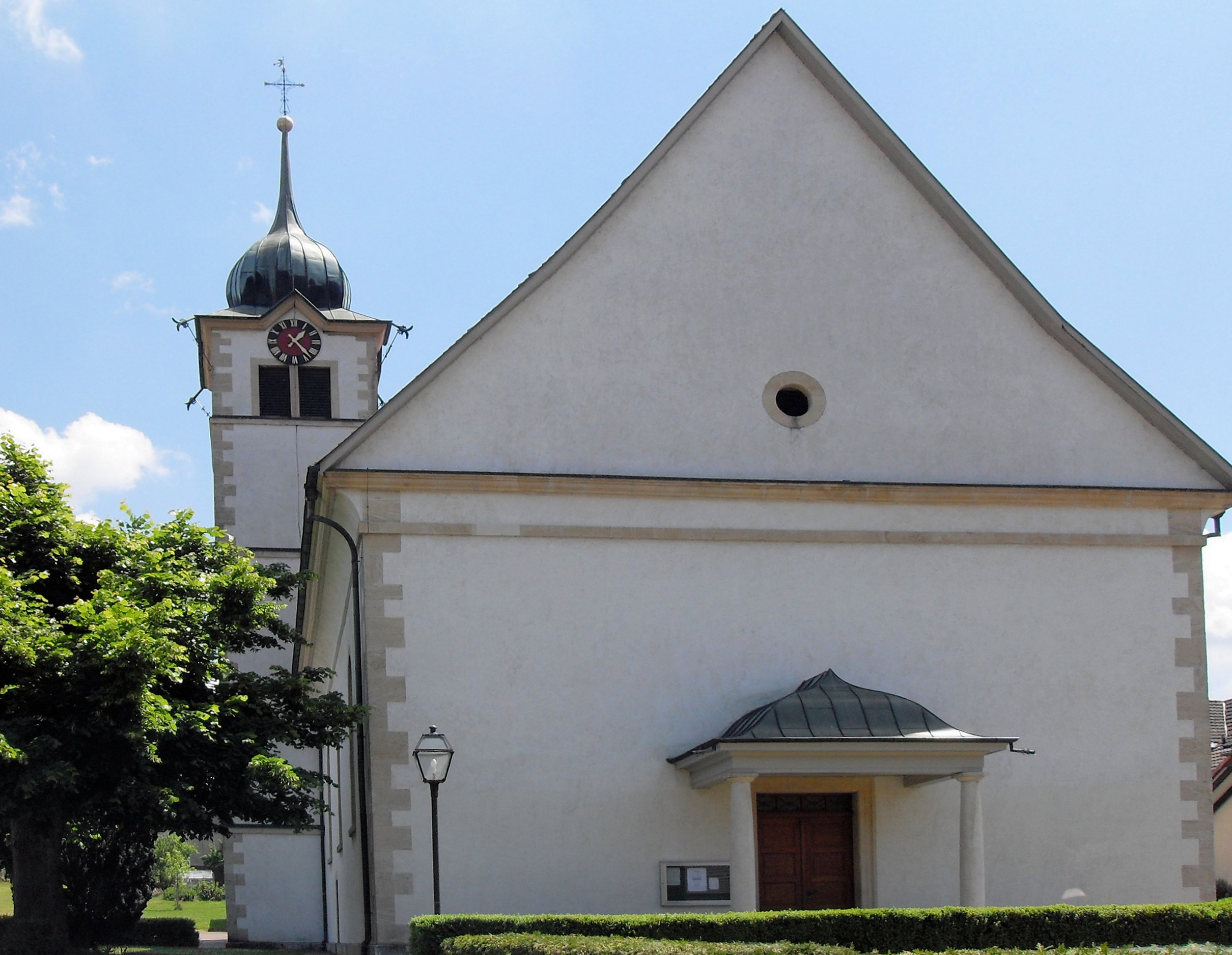
St. Gallus, Nordwestseite

Die Kirche Sankt Gallus, die ursprünglich auf ein mittelalterliches Gotteshaus zurückgeht, erhielt ihre heutige Gestalt im Rahmen des Neubaus 1821. Im alten Ortskern sind einige charakteristische Bauernhäuser aus dem 17. bis 19. Jahrhundert erhalten.
In der Umgebung von Hochwald befinden sich zahlreiche Jurafelswände mit vielen Kletterrouten und Boulderproblemen in unterschiedlichen Schwierigkeitsgraden.

## Wappen
Blasonierung
Gespalten von Rot mit weissem linksgewendeten Baselstab und von Weiss mit drei auf grünem Plan stehenden grünen Tannen
Das Wappen spielt auf die frühere Zugehörigkeit zum Fürstbistum Basel an.